# Silvia Montefoschi
Silvia Montefoschi (Roma, 12 giugno 1926 – Zurigo, 16 marzo 2011) è stata un medico, biologa e psicoanalista italiana.

## Biografia
Dopo la laurea in biologia ottenuta nell'immediato dopoguerra, Montefoschi si trasferisce a Napoli, per proseguire gli studi sempre nell'ambito delle scienze biologiche e in particolare in genetica come ricercatrice presso la Stazione Zoologica della città partenopea Rientrata a Roma, nel 1952 inizia quindi una psicoanalisi didattica presso Ernst Bernhard, psicologo analista di origini tedesche e allievo di Carl Gustav Jung dopo essersi formato precedentemente come analista freudiano.
Contemporaneamente si laurea anche in Medicina necessaria in quei tempi per poter esercitare la professione di psicoanalista in Italia. Iniziata la professione di psicoanalista ben presto viene accettata come nuovo Membro della Società Internazionale di Psicologia Analitica, dopodiché assieme a Bernhard è membro fondatore dell'Associazione Italiana di Psicologia Analitica.
Nel 1956 Montefoschi si trasferisce a Milano dove lavora insieme ad altri psicoanalisti di varia estrazione riuniti in un "Centro Studi di Psicologia Clinica di Milano". A questo periodo risalgono i suoi primi contributi teorici e i seminari di psicoanalisi. In parallelo all'attività psicoterapeutica si occupa, soprattutto attraverso la costituzione di successivi gruppi di lavoro, della supervisione e della formazione di nuovi allievi divenendo anche su consiglio di Ernst Bernhard il referente per gli psicoanalisti di orientamento junghiano per il nord-Italia.
Nel 1960, per l'ottantacinquesimo compleanno di Carl Gustav Jung, insieme a Bernhard e altri allievi italiani si reca a far visita in svizzera al pioniere della psicoanalisi. Nel 1969 pubblica sulla rivista Psicoanalisi e scienze umane l'articolo "Al di là del principio di autorità" dove prende posizione in merito alla questione delle scuole di psicoanalisi e alla formazione e la libertà dello psicoanalista a cui fa seguito intorno al 1970 la sua uscita da entrambe le associazioni per il rifiuto per quella che riteneva l'inevitabile identificazione dogmatica del pensiero nell'appartenenza ad una "scuola". Nei primi anni ottanta si trasferisce a Genova dove insieme ad un gruppo di allievi liguri fonderà il "Laboratorio Ricerche Evolutive Silvia Montefoschi".

### Una completa storia dell'universo letta in chiave psicoanalitica
Ritenendo la sua opera compiuta, nel 1987 pubblica quello che doveva essere il suo ultimo libro "Il Principio Cosmico. Storia della preistoria del Verbo", una completa storia dell'universo letta fondamentalmente in chiave psicoanalitica ma pur facendo costantemente riferimento ai saperi acquisiti dalle scienze fisiche, chimiche e biologiche.
A questa sua ultima pubblicazione fa seguito pochi mesi dopo una conferenza nell'ambito di un  convegno di psicoanalisi  dal titolo "Religione e psicoanalisi" dove espone il punto di arrivo delle sue ricerche con il titolo "Il vivente" ripubblicato in seguito con il sottotitolo "Il ritorno del Vivente" dove si allude con questa precisazione al passo evangelico in cui Pietro Apostolo chiede a Gesù ragguagli sul destino di Giovanni Evangelista.
Da allora Silvia Montefoschi per otto anni non pubblica più niente confermando che l'opera era veramente giunta al termine e che non c'era più niente da aggiungere ancora.
Questo silenzio durò fino al 1995 quando pur confermando nuovamente che l'opera era veramente compiuta riprende a scrivere precisando in questi ultimi scritti (1995-2009) quella che era la sua visione definitiva della psicoanalisi e il suo significato all'interno della più generale storia dell'universo.
Intorno al 2000 Montefoschi si trasferisce a Sarzana. Muore in una clinica a Zurigo nel marzo del 2011 dopo aver dato il consenso alla creazione della "Fondazione Silvia Montefoschi" che conserva la sua opera.

## Il pensiero

### Il metodo psicoanalitico e/è il metodo dell'intersoggettività
Lo studio della Montefoschi si è concentrato in particolare sulla psicoanalisi come metodo conoscitivo che abbraccia progressivamente tutti gli aspetti del reale. Inizialmente il suo pensiero si caratterizza per l'interpretazione in chiave dialettica del pensiero junghiano. Successivamente, con L'uno e l'altro. Interdipendenza e intersoggettività nel rapporto psicoanalitico (1977) esplicita la relazione analitica tra analista e analizzando in senso relazionale, descrivendola come il passaggio dal rapporto di interdipendenza al rapporto di intersoggettività.
L'intersoggettività tra analista e analizzando si realizza quando ciascuno riconosce l'altro come soggetto della relazione e non più come oggetto di soddisfacimento dei propri bisogni. In quest'ottica rilegge radicalmente tutto il metodo psicoanalitico.

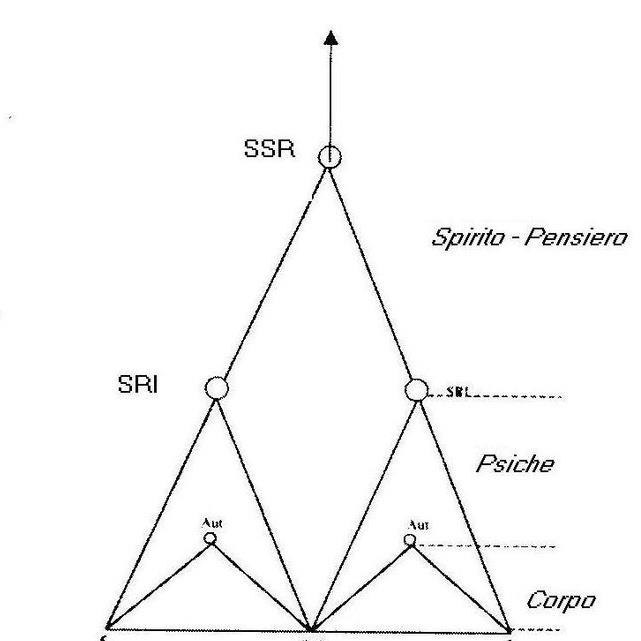

### Il tabù dell'incesto legge dell'evoluzione universale
La dinamica del tabù dell'incesto nella sua doppia formulazione come violabile e inviolabile ad un tempo, viene letta come dinamica conoscitiva e considerata come teoria della conoscenza e dell'evoluzione. In questo fedele al dato di fatto che la dinamica del tabù dell'incesto è sempre stata quella teoria della conoscenza che la psicoanalisi, sin dal suo primo nascere con Freud, porta con sé.
Il suo pensiero si sintetizza nel 1985 con la pubblicazione de Il sistema uomo; il passaggio dall'interdipendenza all'intersoggettività viene esteso oltre il rapporto psicoanalitico, e applicato a tutta la conoscenza del reale.
L'uomo, riflettendo su di sé, si accorge di essere Soggetto riflessivo e non si identifica più unicamente con l'Io e con la corporeità. Il Soggetto riflessivo coglie la propria coincidenza con l'Essere tutto del reale, anzi, è l'Essere stesso che conosce progressivamente sé stesso attraverso il pensiero umano, culmine di tutta la storia della conoscenza della realtà.
Nel 1987, con Il principio cosmico o del tabù dell'incesto, che reca come sottotitolo Storia della preistoria del Verbo, Montefoschi aprirà l'ultima fase del suo pensiero. Il libro interpreta tutta la storia dell'universo come la progressiva evoluzione del Pensiero, che conosce sé stesso attraverso le forme viventi che incarnano livelli di riflessione via via sempre più elevati ed ampi.
Negli ultimi anni questo processo evolutivo è descritto più compiutamente: l'Essere (il Pensiero Uno), quale ideante, si dice nell'idea come effetto del suo ideare. Così l'universo passa dalla potenza all'atto sin dal primo momento del conoscersi (il big bang). In questa conoscenza, che necessariamente differenzia l'ideante (il soggetto) dall'idea (l'oggetto), l'Essere quale Pensiero Uno si frammenta via via nella materia.
Come il termine uni-verso fa intendere, finalità ultima della conoscenza dell'Essere è quella di recuperare a sé in modo dialettico il Pensiero Uno, andando oltre la frammentarietà del reale. Per questo Montefoschi teorizza un ultimo salto riflessivo oltre il "sistema uomo", dove l'Essere si conoscerà originariamente come essere duale, intersoggettivo.

### La storia della psicoanalisi ultimo brano della storia dell'universo
La psicoanalisi, proprio come metodo di continua riflessione su di sé e sulla realtà, secondo la Montefoschi segnerebbe l'avvento di quest'ultimo salto evolutivo della conoscenza.
Simbolicamente questo salto coincide con il recupero a sé del femminile da parte del Pensiero Uno che, sinora nella storia, si è vissuto solo come soggetto maschile. Infatti, all'uomo sempre è stato dato il ruolo di portatore del pensiero e dello spirito, mentre la donna si è sempre identificata nell'essere che doveva portare avanti l'oggettualità materiale della vita.
Ma sarebbe un errore e comunque riduttivo interpretarlo come una presa di posizione in difesa della donna, che è tipica del femminismo classico. Il pensiero qui si muove piuttosto in difesa dell'emancipazione del pensiero stesso, in quanto il femminile è prima di tutto una funzione del pensiero la cui emancipazione è necessaria principalmente per poter finalmente esercitare per la prima volta la vera funzione del pensiero, che è quella di pensare l'amore così come di riflesso la vera funzione dell'amore è quella di amare il pensiero.
Il testo che traccia quest'ultima tappa del pensiero di Montefoschi è in particolare La storia di colui che è narrata in coloro che sono (2005).
Secondo la Montefoschi, Dio è principio sia maschile che femminile dal primo istante della creazione. Le altre due Persone della Trinità, il Figlio e lo Spirito Santo, sono due Soggetti (Persone) eternamente dialoganti tra loro, e questa inter-soggettività di entrambi equivale al loro oggettivarsi nella materia.

Nella filosofia di Immanuel Kant l'oggettività esiste solo come intersoggettività, come ente contenuto in uno spazio e in un tempo comune e condiviso da almeno due soggetti coscienti.

Nella materia è persa e deve essere ritrovata l'unità del maschile e del femminile di Dio, unità persa in due dialettiche: la dialettica dell'uomo-spirito-coscienza-soggetto, e quella del femminile-materia-inconscio-oggetto. La realtà e la sua dialettica è una sola, vale a dire l'unità di queste coppie che è in Dio, ma l'essere umano ne vive due, perché vive il conflitto e separa e non trova l'unità di maschile/femminile, materia/spirito, coscienza/inconscio e soggetto/oggetto.

### L'ateismo radicale di Silvia Montefoschi e il concetto di trascendente-immanente
Può sembrare paradossale parlare di "ateismo" e anzi di "ateismo radicale" riferito al pensiero evoluzionista e psicoanalitico di Silvia Montefoschi, pensatrice il cui riferimento ad un trascendente è costante ma il non farlo nutrirebbe facili equivoci.
Silvia Montefoschi nella sua autobiografia racconta come già bambina a nove anni giurò di non mettere più piede in una chiesa e fino alla morte non venne mai meno ad un tale proposito.
Per Silvia Montefoschi concepire un Dio altro da noi risulterebbe una alienazione religiosa che riproporrebbe tra l'altro un dualismo a cui tutto il suo pensiero si oppone.
Il trascendente nel Pensiero della psicoanalista risulta sì un vero trascendente, quale progettualità evolutiva, ma la sua vera natura è di essere un trascendente-immanente e proprio per impedire ulteriori equivoci sul suo pensiero, nei suoi ultimi scritti e in particolare in "Il regno del figlio dell'uomo" del 1997 dedicato proprio alla figura del Cristo e a Giovanni Evangelista in particolare, precisa come il concetto di "consustanzialità con Dio" non è ancora una vera "identicità con Dio" per cui anche abbracciare una simile impostazione religiosa non risolve l'alienazione religiosa e su questo Silvia Montefoschi è stata irremovibile non concedendo nulla a qualsiasi forma di alienazione religiosa considerata da lei ancora un "aldiquà dal principio di autorità" e quindi anch'essa una forma di interdipendenza e non di intersoggettività o per dirla in termini psicoanalitici ancora uno stare sotto il tallone del "tabù universale dell'incesto simbolico" da cui invece la disciplina psicoanalitica ha avuto la missione storica-universale di redimerci definitivamente e una volta per tutte.
Silvia Montefoschi comunque ha sperimentato anche in prima persona l'ateismo quello più nichilista totalmente materialista e anche qui la biografia di questa pensatrice ci mette di fronte ad un altro paradosso poiché fu proprio la scelta universitaria di dedicarsi allo studio delle scienze biologiche che invece di confermarla nel suo disperato nichilismo, questo suo applicarsi invece che alla lettura della Bibbia o qualche altro libro considerato sacro ma invece alle scienze della natura la convertirono ad una visione religiosa addirittura di tipo monoteista ma nel senso non che ci sia un Dio come altro da noi ma di un Dio che comunque verrà come risultato di un processo naturale e quindi più in linea con l'avvento a partire dalla metà dell'800 del paradigma evoluzionista nelle scienze della natura.